# Valea Nucului, Buzău
Valea Nucului (în trecut, Urlători) este un sat în comuna Berca din județul Buzău, Muntenia, România. Inițial se numea „Urlători”, datorită prezenței lupilor în zonă.